# 계피 (음악가)
계피(1983년 9월 22일 ~ )는 대한민국의 가수다. 브로콜리 너마저의 보컬로 데뷔한 뒤, 우쿨렐레 피크닉을 거쳐 가을방학의 보컬로 활동했다.

## 학력
- 연세대학교 인문학부 영어영문학 학사
- 한국과학기술원 문화기술대학원 석사

## 활동
- 브로콜리 너마저 2005~2008
- 우쿨렐레 피크닉 2010
- 가을방학 2009~2021

## 음반 참여
- 브로콜리 너마저 활동
- 브로콜리 너마저 데모 《봄이 오면/꾸꾸꾸》 2006.3
- 브로콜리 너마저 EP 《앵콜요청금지》 2007.10
- 브로콜리 너마저 1집 《보편적인 노래》, 2008.12

- 가을방학 활동
- 가을방학 디지털 싱글 '가을방학', '3월의 마른 모래', 2009.10
- 민트페이퍼 컴필레이션 앨범 《Life》 中 가을방학 - '취미는 사랑' 2010.05
- 가을방학 1집 《가을방학》, 2010.10
- 가을방학 디지털 싱글 '오래된 커플', '여배우' 2011.03
- 가을방학 디지털 싱글 '감기약' 2011.11
- 가을방학 콜라보레이션 앨범 《실내악 외출》, 2012.06
- 가을방학 디지털 싱글 '근황', '가을겨울봄여름', 2012.10
- 가을방학 2집 《선명》, 2013.04
- 가을방학 디지털 싱글 '첫사랑', '낮잠열차', '베스트 앨범은 사지 않아', 2013.11
- 가을방학 디지털 싱글 《루프탑》, 2020.05

- 우쿨렐레 피크닉 활동
- 우쿨렐레 피크닉 1집 《우쿨렐레 피크닉》 , 2010.06
- 우쿨렐레 피크닉 2집 中 'The Water Is Wide', 2011.06

- 피처링 및 기타 콜라보레이션
- 한대수 트리뷰트 앨범 《물 좀 주소》 中 P.andafool Project - '물 좀 주소' 피처링, 2008.03
- 보드카레인 디지털 싱글 '숙취' 피처링, 2009.04
- MBC 음악여행 라라라 라이브 음원 中 서울전자음악단 - '님은 먼 곳에' 보컬 2009.06
- 영화 티끌모아 로맨스 OST 中 'The Water Is Wide', 2011.10
- VOY EP 《VOY meet girl》 中 'Ever Ever' 피처링 2011.12
- 김완형 EP 《Solo》 中 '잊을 수 있을까' 피처링 2012.06
- 이호석 1집 《남몰래 듣기》 中 '봐봐' 피처링 2012.06
- 이지형 3집 《청춘마끼아또》 中 '아름다웠네' 피처링 2012.11
- P.andafool Project 1집 《Busy Busy Busy》 中 'Like A Lion' 피처링, 2012.11
- 줄리아 하트 2집 《영원의 단면》 재발매판 中 '가장 최근의 꿈', '회전목마의 밤', '빗방울보' 코러스, 2013. 05
- 계피, 원펀치, 박미영, 이상유 디지털 싱글 '꿈을 꾸는 세상', 2013.10
- 쇼핑왕 루이 OST '스르르' 2016.10 [본인의 첫 OST 곡이다.]